# Santiago Buitrago
Artikeln följer den spanska namnseden; faderns efternamn är Buitrago och moderns efternamn Sánchez.
Santiago Buitrago Sánchez, född 26 september 1999 i Bogotá, är en colombiansk professionell tävlingscyklist som tävlar för Team Bahrain Victorious.

## Karriär
Buitrago började tävlingscykla som 11-åring.
I maj 2022 vann Buitrago den 17:e etappen vid Giro d’Italia och var vid målgång 35 sekunder före tvåan Gijs Leemreize.